# Hitler (příjmení)
Hitler je málo časté rakouské příjmení, jehož nejznámějším nositelem byl diktátor Adolf Hitler. Toto příjmení je pravopisnou variantou příjmení Hiedler, jehož základem je jihoněmecké a rakouské nářeční slovo Hiedl s významem „podzemní pramen vody nebo proud“.

## Příbuzní Adolfa Hitlera
- Eva Braunová (1912–1945) nebo Eva Hitlerová, manželka Adolfa Hitlera
- Alois Hitler (1837–1903), otec
- Alois Hitler mladší (1882–1956), nevlastní bratr
- Angela Hitlerová (1883–1949), nevlastní sestra
- Bridget Dowlingová nebo Bridget Hitlerová (1891–1969), švagrová
- Klara Hitlerová (1860–1907), matka
- Paula Hitlerová (1896–1960), sestra
- William Patrick Hitler (1911–1987), synovec
- Heinrich Hitler (1920–1944), synovec

## Ostatní lidé
- Adolf Lu Hitler Marak, indický politik Nacionalistické kongresové strany
- Chenjerai "Hitler" Hunzvi, nacionalistický vůdce Zimbabwe
- Bing Hitler, přezdívka pro skotského komika Craiga Fergusona
- E. Hitler, přezdívka pro švédského umělce Eddieho Meduzu
- Elvis Hitler, umělecké jméno hudebníka Jima Leedy, zpěvák kapely "Elvis Hitler".
- Adolf Hitler Uunona, namibijský komunální politik strany SWAPO

### Fiktivní postavy
- Gay Hitler, postava objevující se v Saturday Night Live
- Eddie Hitler, postava v televizním seriálu Bottom
- Vic Hitler, postava v 3. sezóně Hill Street Blues

## Živočichové
- Anophthalmus hitleri – střevlíkovitý brouk pojmenovaný entomologem sympatizujícím s nacismem